# Municipio de North (condado de Lake)
El municipio de North (en inglés: North Township) es un municipio ubicado en el condado de Lake en el estado estadounidense de Indiana. En el año 2010 tenía una población de 162855 habitantes y una densidad poblacional de 1.068,09 personas por km².

## Geografía
El municipio de North se encuentra ubicado en las coordenadas 41°36′48″N 87°28′15″O / 41.61333, -87.47083. Según la Oficina del Censo de los Estados Unidos, el municipio tiene una superficie total de 152.47 km², de la cual 137.7 km² corresponden a tierra firme y (9.69%) 14.77 km² es agua.

## Demografía
Según el censo de 2010, había 162855 personas residiendo en el municipio de North. La densidad de población era de 1.068,09 hab./km². De los 162855 habitantes, el municipio de North estaba compuesto por el 63.59% blancos, el 20.23% eran afroamericanos, el 0.45% eran amerindios, el 1.61% eran asiáticos, el 0.02% eran isleños del Pacífico, el 11.3% eran de otras razas y el 2.78% pertenecían a dos o más razas. Del total de la población el 30.8% eran hispanos o latinos de cualquier raza.